# IV. kézközépcsont

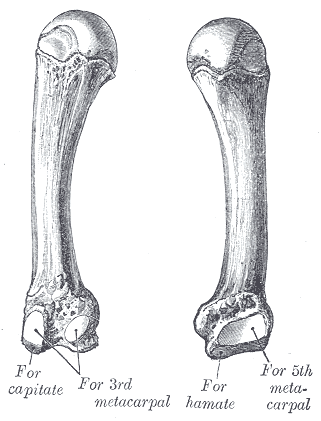
Az IV. kézközépcsont

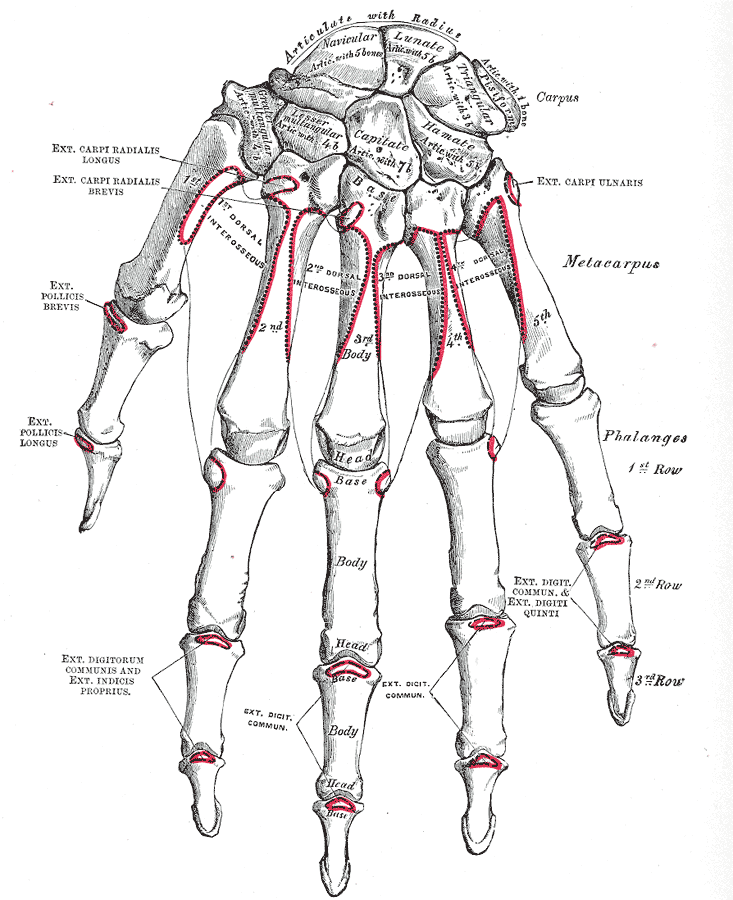
A kéz csontjai

A IV. kézközépcsont (ossa metacarpalia IV) rövidebb és kisebb mint a III. kézközépcsont. Az alapja kicsi és négyszögletű: a felső felszínén két felszín van, egy nagyobb belül az os hamatum számára, és egy kisebb kívül az os capitatum részére. A radialis oldalon két ovális felszín van a III. kézközépcsont ízesülésének. Az ulnaris oldalon egy konkáv felszín van az V. kézközépcsontnak.